# Gentianella ottonis
Gentianella ottonis är en gentianaväxtart som först beskrevs av Rodolfo Amando Philippi, och fick sitt nu gällande namn av Munoz. Gentianella ottonis ingår i släktet gentianellor, och familjen gentianaväxter. Inga underarter finns listade i Catalogue of Life.